# TKman
『TKman』（ティーケーマン）は、柴田亜美の漫画。『ビッグコミックスピリッツ』（小学館）において、1999年13号から28号、31号から2000年6号にかけて連載された。全40話、単行本は全2巻（小学館）。

## 概要
「小室哲哉黙認作品」という触れ込みで始まったメチャクチャな作品だったが、当の小室が非常に気に入り、『哲にいさん』（日本テレビ）、『ASAYAN』（テレビ東京）などで本人自ら積極的にプロモーションを行なった。当初は小室哲哉のキャラクター・パブリックイメージを徹底的にパロディ化した一話完結のギャグ漫画だったが、連載中断期間を経てオーディションギャグ漫画に方向転換。「TKmanプロデュース・バンドメンバー募集」を大々的に行い、シンガーソングライターの清水まなぶを発掘した。

### TKmanプロデュース・バンドメンバー募集/オーディション
漫画内で何度も募集した上に、読売新聞に広告まで出している。募集期間は1999年7月5日-28日。8月にオーディション。小学館から白井勝也、長崎尚志、漫画家から江口寿史、赤塚不二夫、ミュージシャンから野口五郎、マーク・パンサーなどが1次選考を通過している。最終的に合格者は2名だったが、もう1人は顔出しNGだったために辞退し、清水まなぶ1人が合格。
当初の企画は「バンドを立ち上げてCDデビューさせ、オリコン11位以内に入らなかったら『TKman』の連載打ち切り」というものだったが、オーディション合格者清水まなぶの応援企画などを行なっている真最中に連載を打ち切られた。なお、清水まなぶはその後、小室哲哉・木根尚登の共同プロデュース作『サンキュー ニッポン』で、無事CDデビューを果たしている。

## 主な登場人物
小室哲哉 / TK
主人公。世界のTK。作中では選挙違反（自作のCDを有権者などに配った）などで何度か逮捕されたことがある。
キタムラ
編集者。TKの世話女房役。
清水まなぶ
アマチュアで活動していたシンガーソングライター。忌野清志郎の歌真似が得意。

## 書誌情報
- 柴田亜美「8-エイト-」小学館〈ビッグコミックススペシャル〉、全2巻
  1. 2000年4月発売、ISBN 978-4091868619
  2. 2000年4月発売、ISBN 978-4091868626

## 関連作品
- PAPUWA - 本作で描かれた小室の顔が「ドクツルタケのコモロくん」のデザインのモデルとなっている。